# Петрукович, Анастасия Тимофеевна
Анастасия Тимофеевна Петрукович (1925 года, село Казанка, Оренбургская губерния — 1986 год) — управляющая отделением совхоза имени Магнитостроя Ташлинского района Оренбургской области. Герой Социалистического Труда (1966).

## Биография
Родилась в 1925 году в крестьянской семье в селе Казанка (сегодня — Сорочинский район) Оренбургской губернии.
После окончания в 1945 году Погроминского сельскохозяйственного техникума трудилась агрономом и с 1964 года — управляющей отделением № 2 совхоза имени Магнистроя Ташлинского района.
Применяла передовые агротехнические методы, в результате чего на совхозном участке, которым она руководила, ежегодно получали высокий урожай зерновых. По итогам Семилетки (1959—1965) среднегодовые результаты составили 18,6 центнеров зерновых с каждого гектара. В 1965 году было сдано 90756 центнеров зерновых. Указом Президиума Верховного Совета СССР от 22 июня 1966 года «за успехи, достигнутые в увеличении производства и заготовок пшеницы, ржи, гречихи, других зерновых и кормовых культур и высокопроизводительном использовании техники» удостоена звания Героя Социалистического Труда с вручением Ордена Ленина и золотой медали Серп и Молот.
В последующем стала инициатором социалистического соревнования среди работников совхоза по увеличению трудовых показателей при выращивании зерновых. Коллектив участка № 2 принял социалистическое обязательство повысить урожайность зерновых на 4 %. По итогам Восьмой пятилетки (1966—1970) работники участка № 2 сдали государству более 500 тысяч центнеров зерновых и более 341 тысяч тонн мяса.
Избиралась депутатом Оренбургского областного Совета народных депутатов.
В 1981 году вышла на пенсию. Скончалась в 1986 году.
Награды
- Герой Социалистического Труда
- Орден Ленина
- Медаль «За трудовую доблесть»
- Заслуженный агроном РСФСР (1972)